# Fear the Walking Dead (mùa 1)
Fear the Walking Dead (mùa 1) (tạm dịch: Khởi nguồn Xác sống (mùa 1) là phần đầu tiên của series phim Fear the Walking Dead dựa theo bộ phim về đại dịch xác sống của cùng nhà đài AMC là The Walking Dead. Phần 1 này bao gồm 6 tập phim và bắt đầu lên sóng từ 23/8/2015. Bộ phim được phát triển bởi Dave Erickson và Robert Kirkman. Các nhà sản xuất chính của The Walking Dead là Gale Anne Hurd và David Alpert cũng tham gia vào quá trình sản xuất của Fear The Walking Dead.
Tập mở đầu của phim thu hút được 10.13 triệu lượt xem tính riêng tại Mỹ, trở thành tập mở màn cho một series phim truyền hình có lượng người xem cao nhất trong lịch sử truyền hình cáp.
Lượng người xem trung bình cho mỗi tập phim của Phần 1 này đồng thời cũng vượt qua lượng người xem trung bình cho mỗi tập phim của Phần 1 The Walking Dead.

## Tóm lược nội dung

### Tập 1:Pilot
Các thành viên của một gia đình đầy phức tạp bị buộc phải sát cánh bên nhau khi một loại virus bí ẩn là nguyên do gây nên sự bùng phát của đại dịch xác sống

### Tập 2:So Close, Yet So Far
Trong khi Madison cố tìm cách cai nghiện cho Nick, Travis rời khỏi để đi tìm con trai mình trước khi thành phố Los Angeles sụp đổ.

### Tập 3:The Dog
Travis, Liza và Chris tạm trú ẩn tại nhà của gia đình Salazar sau khi thoát khỏi một cuộc bạo động. Trong khi đó, Madison cùng hai con tìm cách bảo vệ căn nhà trước mối nguy hiểm khó lường bên ngoài. 

### Tập 4:Not Fade Away
Madison và Travis có những suy nghĩ khác nhau về việc Vệ binh quốc gia xuất hiện tại khu vực nơi họ ở. Các thành viên trong gia đình họ bắt đầu học cách thích nghi với thế giới mới.

### Tập 5:Cobalt
Kế hoạch thực sự của Quân đội Mỹ bị tiết lộ. Travis và Madison phải đưa ra một quyết định đầy khó khăn.

### Tập 6:The Good Man
Khi nền văn minh không còn và bị xâm lấn bởi bầu không khí chết chóc, Travis và Madison phải tìm mọi cách để bảo vệ gia đình của họ.

## Thông tin cơ bản
|    | Tên tập              | Biên kịch                    | Đạo diễn        | Ngày lên sóng | Lượng người xem (Mỹ) |
| -- | -------------------- | ---------------------------- | --------------- | ------------- | -------------------- |
| 1. | Pilot                | Dave Erickson Robert Kirkman | Adam Davidson   | 23/8/2015     | 10.13 triệu          |
| 2. | So Close, Yet So Far | Marco Ramirez                | Adam Davidson   | 30/8/2015     | 8.18 triệu           |
| 3. | The Dog              | Jack LoGiudice               | Adam Davidson   | 13/9/2015     | 7.19 triệu           |
| 4. | Not Fade Away        | Meaghan Oppenheimer          | Kari Skogland   | 20/9/2015     | 6.62 triệu           |
| 5. | Cobalt               | David Wiener                 | Kari Skogland   | 27/9/2015     | 6.65 triệu           |
| 6. | The Good Man         | Dave Erickson Robert Kirkman | Stefan Schwartz | 4/10/2015     | 6.86 triệu           |

## Dàn diễn viên

### Diễn viên chính
- Kim Dickens vai Madison Clark
- Cliff Curtis vai Travis Manawa
- Frank Dillane vai Nick Clark
- Alycia Debnam-Carey vai Alicia Clark
- Elizabeth Rodriguez vai Liza Ortiz
- Mercedes Mason vai Ofelia Salazar
- Lorenzo James Henrie vai Christopher Manawa
- Rubén Blades vai Daniel Salazar

### Diễn viên phụ
- Patricia Reyes Spíndola vai Griselda Salazar
- Scott Lawrence vai Artie Costa
- Lincoln A. Castellanos vai Tobias
- Maestro Harrell vai Matt
- Shawn Hatosy vai Cpl. Andrew Adams
- Jamie McShane vai Lt. Moyers
- Sandrine Holt vai Dr. Bethany Exner
- Colman Domingo vai Victor Strand

## Đánh giá
Trên trang Rotten Tomatoes, phần đầu tiên của Fear The Walking Dead có 78% trong số 58 bài phê bình là theo hướng tích (trung bình các tập là 81%). Nhận xét tóm lược cho rằng: "Fear The Walking Dead đã tái sử dụng các yếu tố từ người anh của nó, nhưng nó vẫn hội tụ đủ những cung bậc cảm xúc và sự lôi cuốn đủ để nó có thể cạnh tranh với series gốc.". Trang Metacritic cho điểm mùa phim đầu này là 66 trên 100 (dựa trên đánh giá của 33 nhà phê bình) và cho rằng phần phim này "nhìn chung được đánh giá tốt".
Elisabeth Vincentelli từ trang New York Post cho điểm hai tập phim đầu tiên là 3/4 sao và đưa ra ý kiến: "[Hai tập phim này] đem đến một cảm giác đáng ngờ một cách rùng rợn. Chúng là những vi dụ điển hình về việc một mạch phim chậm rãi khi kết hợp cùng bầu không khí u ám có thể mang lại hiệu ứng như thế nào.". Ken Tucker từ trang Yahoo TV cũng nhận xét: "Fear The Walking Dead mang đến yếu tố cảm xúc và có tính nghệ thuật hơn so với series gốc". Tim Goodman từ trang The Hollywood Reporter thì đưa ra ý kiến khách quan: "Hai tập phim đầu tiên của series, dù không thực sự nhàm chán, nhưng chắc chắn chúng không thu hút bằng series gốc".